# Loïc Bournonville
Pas d'image ? Cliquez ici

a Compétitions nationales et continentales officielles uniquement.

b Matchs officiels uniquement.
Dernière mise à jour le 7 avril 2022.
Loïc Bournonville, né le 8 août 1993, est un joueur de rugby à XV français, international portugais, évoluant au poste de talonneur. 

## Biographie

### Carrière en club
Loïc Bournonville est formé à l'US Bellegarde Coupy. En 2009, il intègre le centre de formation du Lyon OU, où il reste jusqu'en 2015. Il intègre alors le CA Saint-Étienne, alors en Fédérale 2, dans sa dernière année avant sa faillite. 
Il trouve alors refuge dans un autre club de Fédérale 2, le RCS Rumilly. Avec Rumilly, il participe à la finale de Fédérale 2019, perdue par le club, qui permet néanmoins au club d'intégrer la Fédérale 1 pour la saison suivante. 
Au terme de sa première saison de Fédérale 1, où il a un temps de jeu conséquent, il est prolongé par son club pour une année supplémentaire. 
Début 2021, il intègre le groupe portugais pour le championnat d'Europe. Il décroche alors à l'occasion ses deux premières sélections.

## Statistiques

### En sélection
| Année | Compétition | Matchs | Points | Essais | Transf. | Drops | Pénal. |
| ----- | ----------- | ------ | ------ | ------ | ------- | ----- | ------ |
| 2021  | REC 2020    | 1      | -      | -      | -       | -     | -      |
| 2021  | REC 2021    | 1      | -      | -      | -       | -     | -      |
| 2021  | Test        | 1      | -      | -      | -       | -     | -      |
| 2022  | REC 2022    | 1      | -      | -      | -       | -     | -      |
| Total | Total       | 4      | -      | -      | -       | -     | -      |